# Imago (psicología)
El concepto de Imago (en latín significa «imagen») era ya desde los tiempos de la Antigua Roma un término especial y se usaba para designar aquella máscara de cera en forma de retrato con la que los muertos se exponían en el Forum Romanum. En el sentido psicológico, Imago es un concepto principalmente de la psicología analítica que introdujo su fundador Carl Gustav Jung, siendo quien lo utilizó por primera vez. Imago designa la imagen interna, aquella representación de una persona determinada, que la mayor parte de la veces es inconsciente y que, incluso, tras el encuentro real con esa persona, permanece viva en la psique. Ello contribuye a marcar de manera decisiva la percepción de las relaciones sociales. Imago debe comprenderse por tanto como un fenómeno neuropsicológico que contiene en sí los enlaces psíquicos que conectan a las personas cercanas de referencia con la «imagen».

## Formación del concepto
Las imago más importantes son las del padre, la madre y la imago de los hermanos. Estas imágenes de recuerdos inconscientes se conforman por regla general en la infancia más temprana; la adhesión a ellas permanece por lo general sin alteraciones en la vida adulta.  Las imagos de los padres pueden considerarse también como ideas precursoras de lo que Sigmund Freud llamó Superyó en su modelo estructural de la psique de la segunda tópica freudiana.
La formación de una imago constituye un proceso psíquico normal. Sin embargo, en el caso de imágenes investidas de manera negativa o amenazante pueden conducir a un trastorno psíquico y participar de la formación de un complejo.
El propio Jung explicó el concepto de imago. Véase por ejemplo, la definición en una sus nueve conferencias que ofreció en idioma inglés en septiembre de 1912 en la Fordham University:

La personalidad de los padres, entre las cosas que en la etapa infantil tuvieron la mayor significación, desempeña el papel primordial. Incluso aunque los padres hayan muerto hace mucho, por lo que podrían y deberían perder toda significación al haberse modificado desde entonces la situación vital de los enfermos acaso totalmente, sin embargo de algún modo están presentes y siguen siendo importantes, como si todavía estuvieran vivos. El amor y la admiración, la resistencia, la aversión, el odio y la rebelión de los enfermos están aún adheridos a sus imágenes, deformadas por el afecto o el desafecto y a menudo poco parecidas a la realidad de otro tiempo. Este hecho me ha urgido a no hablar ya directamente de padre o madre, sino a utilizar para ello el término «imago» de padre y madre, pues en realidad tales fantasías no tratan del padre o de la madre, sino tan sólo de sus imagines subjetivas, con frecuencia totalmente desfiguradas, que llevan una existencia espectral pero influyente en la mente del enfermo.

## Imago y psicoanálisis
El concepto Imago se inserta en la concepción central de las neurosis transferenciales en el psicoanálisis de Freud, no obstante, marca el punto de quiebra en las relaciones personales entre Freud y Jung. Freud entendía por imago la distorsión idealizada o desidealizada de una persona actual, la cual puede presentarse bajo la influencia de la transferencia. Aquello que en la terapia de las neurosis de transferencia se proyecta sobre el terapeuta no es otra cosa que la imago (por ejemplo, imago parental). Los contenidos de la imago de objeto (Objektimago) son de carácter arcaico porque representan el componente impersonal, colectivo del inconsciente. Por esto, la denominación «imago de objeto», Objektimago, no debe confundirse con la referida a la madre, el carácter de objeto de la libido infantil.
En su informe anual de 1911 como presidente de la Internationale Psychoanalytische Vereinigung (IPV), Jung celebró el anuncio de aparición de la revista Imago, la que se publicaría por primera vez en marzo de 1912, siendo Otto Rank y Hanns Sachs sus editores.
Jolande Jacobi destaca la función de la imago en el contexto del proceso de individuación (psicología del desarrollo) y la necesidad que de allí  resulta de una superación y relativización de los denominados pares de opuestos. Estos pares de opuestos se constituyen también desde la perspectiva de la teoría psicoanalítica (por ejemplo, la buena y la mala imagen materna). Según C.G. Jung existe toda una serie de pares de opuestos que son determinantes para el desarrollo. Entre otros se cuentan los pares de opuestos Ánimus y Ánima así como también la contradiccón entre Ego y alter ego (Sombra).